# Neurona motora gamma
Una neurona motora gamma (neurona motora γ), también llamada neurona fusimotora y motoneurona gamma, es un tipo de neurona motora baja  que participa en el proceso de contracción muscular y representa aproximadamente el 30% de las fibras eferentes (tipo Aγ) que van al músculo. Al igual que las neuronas motoras alfa, sus cuerpos celulares están ubicados en la columna gris anterior de la médula espinal. Reciben información de la formación reticular del puente en el tronco encefálico. Sus axones de sólo 5 micrómetros de diámetro son más pequeños que los de las neuronas motoras alfa. A diferencia de las neuronas motoras alfa, las neuronas motoras gamma no ajustan directamente el alargamiento o acortamiento de los músculos. Sin embargo, su papel es importante para mantener tensos los husos musculares, permitiendo así la activación continua de las neuronas alfa, lo que conduce a la contracción muscular. Estas neuronas también tienen un papel en el ajuste de la sensibilidad de los husos musculares.

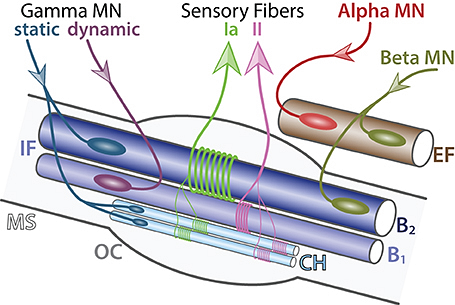
Esquema de tipos de axones de Neuronas Motoras

La presencia de mielinización en las neuronas motoras gamma (γ) permite una velocidad de conducción de 4 a 24 metros por segundo, significativamente más rápida que con axones no mielinizados pero más lenta que en las neuronas motoras alfa.

## Anatomía

### Microaquitectura

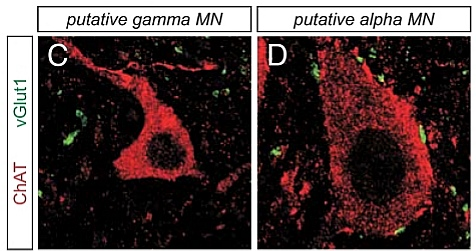
Motoneurona gamma a la izquierda. Inmunofluorescencia. Microscopía confocal.

Las neuronas motoras gamma (MNγ/MNG) se distinguen por dos características principales: sus cuerpos celulares son significativamente más pequeños y porque las MNG no reciben entrada sináptica directa de las aferencias sensoriales propioceptivas.
Las neuronas motoras gamma (MNG) tienen un cuerpo celular de 90-220 micrómetros (μm)
Los axones de las MNG de 5 μm de diámetro son más pequeños que los de las neuronas motoras alfa.

## Husos neuro musculares
Los husos musculares son los receptores sensoriales ubicados dentro de los músculos que permiten la comunicación con la médula espinal y el cerebro con información de estiramiento, de la ubicación del cuerpo en el espacio (propiocepción) y qué tan rápido se mueven las extremidades del cuerpo en relación con el espacio (velocidad). Son mecanorreceptores ya que responden al estiramiento y son capaces de señalar cambios en la longitud muscular. La sensibilidad para detectar cambios en la longitud muscular es ajustada por las neuronas fusimotoras: neuronas motoras gamma (MNγ) y neuronas motoras beta (MNβ).
Los husos musculares pueden estar formados por tres tipos diferentes de fibras nerviosas: fibras dinámicas de «bolsa de núcleos» (fibras  bolsa1), fibras estáticas de bolsa de núcleos (fibras bolsa2) y fibras de «cadena de núcleos» o fibras catenarias nucleares.

### Tipos de neuronas motoras inferiores/periféricas
Los husos musculares son inervados tanto por neuronas sensoriales como por neuronas motoras para proporcionar propiocepción y realizar los movimientos apropiados mediante la activación de las neuronas motoras.
 Hay tres tipos de neuronas motoras inferiores implicadas en la contracción muscular: neuronas motoras alfa (α), neuronas motoras gamma (γ) y neuronas motoras beta (β). Las neuronas motoras alfa, el tipo más abundante, se utilizan en la fuerza real para la contracción muscular y, por lo tanto, inervan las fibras musculares fuera del huso muscular (fibras musculares extrafusales). Las neuronas motoras gamma, por otro lado, inervan sólo las fibras musculares intrafusales (dentro del huso muscular),  donde contactan los receptores neuromusculares de Kühne.  Por su parte, las neuronas motoras beta y que están presentes en cantidades muy bajas, inervan tanto las células musculares intrafusales como las extrafusales. 
<!NOTA DE EDICIÓN: CONCEPTO ANTIGUO 1977 ACTUALIZAR
Las neuronas motoras beta (β) tienen una velocidad de conducción mayor que la de los otros dos tipos de neuronas motoras inferiores, pero actualmente se sabe poco sobre las neuronas motoras beta.-->
Las neuronas motoras alfa (α) son muy abundantes y de mayor tamaño que las neuronas motoras gamma.
Sin la inervación γ, los husos musculares solo son sensibles al estiramiento muscular cuando estuviera estirado por completo.

## Coactivación alfa-gamma
Cuando el sistema nervioso central envía señales a las neuronas alfa (α) para que se activen, también se envían señales multisinápticas a las neuronas motoras gamma (γ) para que hagan lo mismo. Este proceso mantiene la tensión de los husos musculares y se denomina coactivación alfa-gamma (α-γ). Los núcleos de las células musculares del huso se localizan en el medio de estos husos, pero a diferencia de las fibras musculares extrafusales, el aparato contráctil miofibrilar de las fibras del huso se localiza solo en ambos extremos del huso. La estimulación eferente del huso por las neuronas motoras gamma contrae las miofibrillas, tensando la región central del huso, lo que mantiene la sensibilidad del huso muscular al cambio de longitud del músculo. Este sistema es funcional en todos los actos motores.
Sin la presencia de neuronas motoras gamma (γ), los husos musculares se encontrarían en un estado de laxitud considerable, lo que resultaría en una contracción más intensa del músculo. Esta condición impide que los husos musculares perciban con precisión el grado de estiramiento, dado que se vuelven excesivamente flácidos. Por otro lado, la coactivación de las neuronas motoras alfa y gamma permite que las fibras musculares en el centro de los husos se tensen en paralelo a la contracción de las fibras extrafusales, facilitando así el movimiento muscular. La activación simultánea de las neuronas motoras gamma (γ) junto con las neuronas motoras alfa (α) (eferentes) provoca que los husos musculares se acorten desde sus extremos polares, que es donde las neuronas motoras gamma realizan la inervación. Los husos están inervados por fibras sensoriales del tipo Ia, las cuales establecen sinapsis con las neuronas motoras alfa en el cuerno anterior de la médula, completando así el circuito gamma. Esta tracción en paralelo asegura que los husos musculares se mantengan tensos y sean capaces de detectar con facilidad variaciones sutiles en el estiramiento.

## Sistema fusimotor
El sistema nervioso central regula la sensibilidad del huso muscular mediante el sistema fusimotor, el cual está compuesto por husos musculares y neuronas motoras gamma (γ), conocidas también como neuronas fusimotoras. Las neuronas motoras beta (β) están encargadas de inervar tanto las fibras musculares extrafusales como las intrafusales, y se conocen más específicamente como neuronas fusimotoras esqueléticas. Por otro lado, las neuronas motoras gamma (γ) constituyen la porción eferente del sistema fusimotor, es decir, son responsables de enviar señales motoras desde el sistema nervioso central. En contraste, los husos musculares actúan como la parte aferente, ya que envían información acerca de longitud, velocidad de contracción y modificaciones de velocidad desde los músculos hacia la médula espinal y el cerebro.

## Sesgo gamma
El sesgo gamma se refiere al nivel constante de actividad de las neuronas motoras gamma (γ). Estas neuronas, que son de menor tamaño, requieren una cantidad reducida de entrada excitatoria para alcanzar su umbral en comparación con las neuronas motoras más grandes. Como resultado, las neuronas motoras gamma (γ), que son más pequeñas que las neuronas motoras alfa, tienen una mayor probabilidad de activarse. Esto da lugar a una situación en la que un número relativamente reducido de neuronas motoras alfa se activa, mientras que algunas neuronas motoras gamma (γ) se activan de manera continua, incluso en ausencia de estiramiento o fuerza muscular. La sensibilidad de las terminaciones sensoriales del huso muscular, tanto primarias como secundarias (Ia, II), depende del nivel de sesgo gamma (γ), es decir, de la cantidad de descarga de las neuronas motoras gamma (γ) que se produce en un momento dado.

## Tipos de neurona motora gamma
Las neuronas motoras gamma (MNγ/MNG) se pueden clasificar para su estudio en estáticas y dinámicas. 

### Gamma estática
Las neuronas motoras gamma estáticas, inervan las fibras estáticas con núcleos en bolsa   «bolsa nuclear», (un tipo de fibra en forma de bolsa), y las fibras con núcleos en cadena «cadena nuclear». Ambos tipos de fibras forman parte de las fibras del huso muscular intrafusal, donde inervan las neuronas motoras gamma estáticas. Los núcleos de las fibras de la cadena nuclear están organizados en columnas longitudinales, de donde recibe su nombre, mientras que los núcleos de las fibras de la bolsa nuclear están agrupados en la sección media del huso muscular. Hay una proporción de aproximadamente 2:1 entre fibras de cadena nuclear y fibras de bolsa nuclear. 
Las neuronas motoras gamma estáticas aumentan su activación en respuesta a un aumento en la magnitud del cambio de longitud y controlan la sensibilidad estática del reflejo de estiramiento. Por esta razón, este tipo de neurona motora gamma se utiliza principalmente en el mantenimiento de posturas y movimientos más lentos como levantar una caja, en lugar de actividades que requieren cambios rápidos debido al cambio rápido en la longitud muscular.

### Gamma dinámica
Las neuronas motoras gamma dinámicas inervan las fibras dinámicas de «bolsa nuclear», otro tipo de fibra de bolsa nuclear más pequeña que las fibras estáticas. Este tipo de neurona motora gamma puede mejorar la sensibilidad de las neuronas sensoriales Ia. Esto se debe a que las fibras nucleares dinámicas, que están inervadas por las neuronas motoras gamma dinámicas, reciben inervación sensorial Ia. Además, la activación de las neuronas motoras gamma dinámicas elimina la holgura en las bolsas nucleares dinámicas, acercando las fibras Ia al umbral de activación. Las neuronas motoras gamma dinámicas alteran la sensibilidad del huso muscular y aumentan su descarga en respuesta a la velocidad, la tasa de cambio de la longitud muscular en lugar de simplemente la magnitud, como sucede con las neuronas motoras gamma estáticas. Por lo tanto, este tipo de neurona motora gamma se puede utilizar para actividades que requieren cambios rápidos en la longitud del músculo para adaptarse, como mantener el equilibrio sobre una barandilla.

### Efectos de las fibras de cadena nuclear
El efecto de las fibras con cadena de núcleos («cadena nuclear») en las terminaciones primarias es impulsar la descarga hasta una frecuencia de alrededor de 60 Hz de forma lineal, por encima del cual la descarga puede volverse irregular. Las actividades de las fibras con bolsa de núcleos «bolsa2» (bag2 en inglés)  muestran un pico inicial agudo en la descarga, que disminuye a medida que el receptor se adapta. Las fibras de bolsa2 también reducen la sensibilidad dinámica del aferente Ia y, a veces, también reducen la sensibilidad de longitud. La activación de las fibras de «bolsa1» (bag1 en inglés) tiene el efecto de aumentar tanto la sensibilidad de longitud como la sensibilidad dinámica de la terminación primaria.
Se cree que las terminaciones sensoriales secundarias sirven para medir la longitud y las contracciones musculares de las fibras de cadena nuclear en el polo a través de las neuronas motoras γ estáticas que excitan la terminación y aumentan su sensibilidad a la longitud. Las fibras de bolsa de núcleos («bolsa1» y la «bolsa2») reciben muy poca inervación de las terminaciones secundarias, y la activación de estas fibras tiene un efecto mínimo en la descarga de la terminación secundaria.
| Características                | Neuronas motoras gamma estáticas                                           | Neuronas motoras gamma dinámicas                  |
| ------------------------------ | -------------------------------------------------------------------------- | ------------------------------------------------- |
| Inerva                         | Fibras de bolsa nuclear estáticas (fibras bag2) y fibras de cadena nuclear | Fibras de bolsa nuclear dinámicas (fibras bag1)   |
| Responde a                     | cambios en la magnitud de la longitud muscular                             | Cambios en la velocidad de la longitud muscular.  |
| Ayuda en                       | sensibilidad del reflejo de estiramiento                                   | sensibilidad del huso muscular                    |
| Se utiliza principalmente para | movimiento muscular estático sostenido                                     | movimientos rápidos que requieren cambios rápidos |

## Desarrollo de neurona gamma

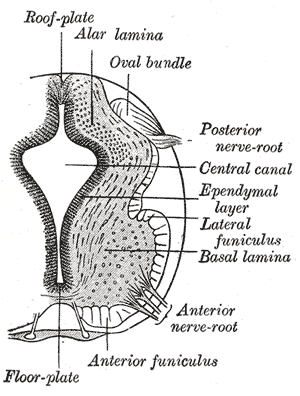
Médula embrionaria. Las neuronas motoras gamma se derivan de la placa basal del embrión.

Las neuronas motoras gamma (γ) se desarrollan de manera similar a las neuronas motoras alfa (α) al principio. Se originan en la placa basal, que es la porción ventral del tubo neural en el embrión en desarrollo. Los genes Sonic hedgehog (Shh) son una parte importante del proceso de desarrollo que es secretado por la notocorda creando gradientes de concentraciones. Después de los genes hedgehog, varios otros marcadores moleculares y factores de transcripción juegan un papel en la diferenciación de las neuronas motoras en las neuronas motoras gamma (γ) específicas.
Las neuronas motoras gamma (γ), como todas las células, expresan marcadores genéticos específicos al nacer. Los factores neurotróficos GDNF derivados del huso muscular también deben estar presentes para la supervivencia postnatal. Wnt7A es una molécula de señalización secretada selectivamente en las neuronas motoras gamma el día embrionario 17,5 de los ratones. Esta es la primera molécula presente en las neuronas motoras gamma (γ) que las diferencia de las neuronas motoras alfa, lo que ilustra la divergencia de estos dos tipos de neuronas motoras inferiores.
Además, se ha llegado a la conclusión de que el receptor de serotonina 1d (5-ht 1d) es un nuevo marcador de las neuronas motoras gamma (γ) que permite a los investigadores distinguir entre los distintos tipos de neuronas motoras inferiores. Los ratones que carecen de este receptor de serotonina 1d mostraron un reflejo monosináptico más bajo (un arco reflejo que involucra solo una neurona sensorial y motora), lo que puede ser causado por una respuesta reducida a la estimulación sensorial en las neuronas motoras. Además, los ratones knockout sin este receptor de serotonina mostraron una mayor coordinación en una tarea de equilibrio, lo que sugiere que una menor activación de las neuronas motoras por las aferencias Ia durante el movimiento podría reducir el exceso innecesario de producción muscular.
Otro marcador molecular distintivo de las neuronas motoras gamma (γ) es el factor de transcripción Err3. Se expresa en niveles altos en las neuronas motoras gamma, pero muy poco en las neuronas motoras alfa. Por otra parte, la proteína de unión al ADN neuronal NeuN, está presente en cantidades significativamente mayores en las neuronas motoras alfa. La osteopontina, una proteína que también se expresa en los huesos (de ahí el prefijo "osteo-"), es un marcador de las neuronas motoras alfa. Esto a su vez puede proporcionar a los científicos una forma de eliminar las neuronas motoras gamma si las neuronas motoras alfa están de interés. Un estudio en particular llegó a esta conclusión basándose en el hecho de que la osteopontina estaba presente en cuerpos celulares más grandes, lo que indica que se trata de neuronas motoras alfa, ya que tienen cuerpos celulares más grandes que las neuronas motoras gamma.

## Tono muscular
Aunque los músculos pueden estar en un estado relajado, tienen un nivel general de tensión en reposo. Esto se denomina tono muscular y lo mantienen las neuronas motoras que inervan el músculo. Su propósito es mantener la postura y ayudar a realizar movimientos más rápidos, ya que si los músculos estuvieran completamente flojos, entonces sería necesario que se produjeran más disparos neuronales.
La tensión muscular está determinada en gran medida por la actividad en reposo de las neuronas motoras alfa y por la información que reciben de las aferencias del huso neuromuscular fibras tipo Ia. Además, las neuronas motoras gamma (γ) desempeñan un papel importante al influir en las fibras musculares intrafusales. Estas son responsables de regular el estado de reposo de la vía aferente Ia, lo que resulta en una actividad continua de las neuronas alfa.
El tono muscular también se debe a la descarga tónica de las neuronas motoras gamma (γ). La activación de estas neuronas proviene principalmente de las fibras descendentes de la formación reticular facilitadora.
Esto provoca: el estiramiento del huso muscular, la activación de las neuronas motoras alfa y, finalmente, un músculo parcialmente contraído. El cerebelo es el enlace entre las neuronas motoras alfa y gamma.[cita requerida]  Por lo tanto, en el cerebelo la tensión muscular se mantiene tanto a través de las neuronas motoras alfa como de las neuronas motoras gamma.

## Actividad anormal
La hipotonía puede deberse a daños en las neuronas alfa o en las aferencias Ia que transportan información sensorial a las neuronas alfa. Esto crea una disminución del tono muscular. Por el contrario, la hipertonía es causada por daños en las vías descendentes que terminan en la médula espinal. Aumenta el tono muscular al aumentar la capacidad de respuesta total de las neuronas motoras alfa a partir de su entrada sensorial Ia.
Los espasmos pueden ser causados por una disparidad entre la cantidad de neuronas motoras alfa y gamma que se activan, es decir, una ganancia excesiva de una u otra. El desequilibrio provoca una lectura inexacta de los receptores musculares en el huso muscular. Por lo tanto, las neuronas sensoriales que retroalimentan al cerebro y a la médula espinal son engañosas. Por ejemplo, si un paciente tiene neuronas motoras gamma hiperactivas, habrá una resistencia al movimiento pasivo causando rigidez, también llamada espasticidad. Esto se encuentra a menudo en individuos con daños en los centros superiores que afectan las vías descendentes. Esto a veces puede provocar que un sesgo gamma (descarga constante de algunas neuronas motoras gamma) sea mayor o menor de lo habitual. En el caso de pacientes con exceso de sesgo gamma, las terminaciones sensoriales dentro de los husos musculares se descargan con demasiada frecuencia, lo que provoca que haya más actividad muscular de la apropiada. Además, esta hiperactividad en el bucle del huso gamma puede causar espasticidad.
Las neuronas motoras gamma ayudan a mantener tenso el huso muscular, ajustando así la sensibilidad. Por lo tanto, si no se produce una activación adecuada de las neuronas motoras gamma, el movimiento muscular puede verse afectado negativamente. Las habilidades motoras finas, como los movimientos con los dedos y los ojos, son las más afectadas, ya que cualquier falta de tensión dentro del huso muscular dificulta su capacidad para detectar la cantidad de estiramiento a través de las terminaciones sensoriales. Esto significa que el músculo no podrá moverse con la precisión adecuada. Las lesiones que controlan las vías descendentes de las neuronas motoras inferiores a las extremidades superiores pueden provocar una pérdida en la capacidad del paciente para tener un control fino del movimiento.
En entornos clínicos, es posible comprobar si alguien tiene una ganancia gamma anormalmente baja o alta simplemente moviendo el brazo del paciente. La ganancia gamma es el proceso mediante el cual la aceleración, la velocidad y la longitud de los cambios musculares se incrementan de manera uniforme, lo que permite que se produzcan movimientos más precisos en la situación adecuada. Si es más difícil doblar el brazo de un paciente a la altura del codo hacia adelante y hacia atrás, entonces tendrá una mayor ganancia gamma, mientras que alguien cuyo brazo se mueve con mucha facilidad tendrá una menor ganancia gamma.
Los osciloscopios se pueden utilizar para medir los potenciales de acción de un axón de una neurona motora para evaluar la actividad muscular general. Aunque no puede distinguir las neuronas motoras alfa de las neuronas motoras gamma, es útil para comprender si uno tiene una actividad neuronal motora anormal. Con bajas tasas de actividad de la vía descendente, se activan menos neuronas motoras y más pequeñas, lo que genera una pequeña cantidad de fuerza muscular. Esto aparecerá en el osciloscopio como picos más bajos en el eje y.